# Congregazione della disciplina dei regolari
La Congregazione della disciplina dei regolari, in latino Congregatio super disciplina regularium, era un organismo della Curia romana, oggi soppresso. Era nota anche come Congregazione della disciplina regolare.

## Storia
La Congregazione della disciplina dei regolari trae la sua origine dalla "Congregazione sopra lo stato dei regolari" istituita da papa Innocenzo X nel 1649 per la riforma o la soppressione dei monasteri e dei conventi dei religiosi, comprovata dalla bolla Instaurandae del 1652, con la quale il pontefice ordinava la soppressione in Italia di tutti i monasteri e conventi con un numero ridotto di religiosi o religiose.
Nel 1695 papa Innocenzo XII creò una speciale commissione di cardinali che vegliassero all'applicazione della costituzione Sanctissimus in Christo Pater del 18 luglio 1695, con la quale il pontefice ordinava ad ogni ordine religioso una più stretta osservanza delle regole proprie ed una più attenta preparazione dei giovani nei noviziati.
Il 4 agosto 1698, con la costituzione Debitum pastoralis, lo stesso pontefice soppresse la Congregazione sopra lo stato dei regolari, istituita nel 1649, e dette un carattere permanente alla commissione da lui istituita nel 1695, trasformandola in un dicastero vero e proprio con il nome di "Congregazione della disciplina dei regolari"; primo prefetto della nuova istituzione fu il cardinale Giuseppe Renato Imperiali. Competenze principali della Congregazione erano quelle di vegliare sulla riforma della disciplina nei conventi, monasteri e abbazie dei religiosi, e sull'organizzazione dei noviziati e delle regole sulla vita comunitaria; altre competenze relative ai rapporti tra gli ordini religiosi ed i vescovi furono trasferite o confermate alla Congregazione dei vescovi e regolari.
Sorsero inevitabilmente dei conflitti di giurisdizione e di competenze fra le due istituzioni (Congregazione della disciplina dei regolari e Congregazione dei vescovi e regolari), che inutilmente papa Pio VI cercò di regolare con il breve Singulari providentia del 5 gennaio 1790.
La Congregazione della disciplina dei regolari vide le sue competenze ulteriormente ridotte con la nascita, nel 1846, della "Congregazione sullo stato degli ordini regolari" (de statu regularium ordinum), voluta da papa Pio IX ed annunciata a tutti i superiori religiosi con l'enciclica Ubi Primum del 17 giugno 1847.
Visto il persistere delle difficoltà fra i vari dicasteri che vantavano competenze sulla vita e lo stato dei religiosi, che provocò nel 1833 un ulteriore intervento del cardinale segretario di Stato Tommaso Bernetti, che dispose in 40 articoli la separazione netta delle rispettive attribuzioni, il 12 marzo 1856, dopo la morte del prefetto Ambrogio Bianchi, Pio IX stabilì che il prefetto della Congregazione dei vescovi e regolari avrebbe d'ora in avanti ricoperto anche l'incarico di prefetto della Congregazione della disciplina dei regolari. La medesima disposizione fu decisa dopo le dimissioni del segretario Frédéric de Falloux du Coudray nel 1877, il cui ufficio fu assegnato al segretario della Congregazione dei vescovi e regolari.
La Congregazione, unitamente a quella sullo stato degli ordini regolari, fu soppressa da papa Pio X il 26 maggio 1906 con il motu proprio Sacrae Congregationi, e le sue competenze attribuite alla Congregazione dei vescovi e regolari.

## Cronotassi

### Prefetti
- Giuseppe Renato Imperiali (1698 - 1737)
- Giovanni Antonio Guadagni (1737 - 1759)
- Pietro Girolamo Guglielmi (1759 - 1773)
- Giovanni Carlo Boschi (1773 - 1788)
- Giovanni Maria Riminaldi (1788 - 1789)
- Ignazio Busca (1789 - 2 dicembre 1800 nominato prefetto della Congregazione del buon governo)
- Francesco Maria Pignatelli (1801 - 14 agosto 1815 deceduto)
- Pietro Francesco Galeffi (10 maggio 1817 - 1820 dimesso)
- Antonio Maria Doria Pamphilj (11 settembre 1820 - 31 gennaio 1821 deceduto)
- Benedetto Naro (3 febbraio 1821 - 6 ottobre 1832 deceduto)
- Luigi Lambruschini (20 dicembre 1832 - 21 novembre 1834 nominato prefetto della Congregazione degli studi)
- Paolo Polidori (21 novembre 1834 - 27 luglio 1840 nominato pro-prefetto della Congregazione del concilio)
- Ambrogio Bianchi (28 luglio 1840 - 3 marzo 1856 deceduto)
- Gabriel della Genga Sermattei (12 marzo 1856 - 1860 dimesso)
- Niccola Clarelli Parracciani (10 ottobre 1860 - 23 aprile 1863 nominato segretario dei Brevi Apostolici)
- Angelo Quaglia (23 aprile 1863 - 27 agosto 1872 deceduto)
- Giuseppe Andrea Bizzarri (31 agosto 1872 - 26 agosto 1877 deceduto)
- Innocenzo Ferrieri (1878 - 12 agosto 1886 dimesso)
- Ignazio Masotti (12 agosto 1886 - 31 ottobre 1888 deceduto)
- Isidoro Verga (12 novembre 1888 - 1º ottobre 1896 nominato officiale della Curia romana)
- Girolamo Maria Gotti, O.C.D. (20 novembre 1899 - 29 luglio 1902 nominato prefetto della Congregazione de Propaganda Fide)
- Angelo Di Pietro (20 luglio 1902 - 27 novembre 1902 dimesso)
- Domenico Ferrata (27 novembre 1902 - 26 maggio 1906 dimesso)

### Segretari
- Innico Caracciolo (10 febbraio 1690 - 25 febbraio 1697 nominato vescovo di Aversa)
- Giorgio Maria Lascaris, C.R. (25 gennaio 1759 - 1787)
- Angelo Nuzzi (prima del 1º ottobre 1803 - maggio 1814 deposto)
- Silvestro Bargagnati (9 marzo 1816 - 21 novembre 1816 nominato segretario della Congregazione dell'immunità ecclesiastica)
- Michele Belli (21 novembre 1816 - 3 marzo 1822 deceduto)
- Benedetto Barberini (5 marzo 1822 - 10 marzo 1823 nominato maestro di Camera di Sua Santità)
- Bernardo Ugo (10 marzo 1823 - 1831 dimesso)
- Charles Januarius Acton (prima del 7 settembre 1831 - 2 febbraio 1837 nominato uditore generale della Camera Apostolica)
- Stefano Scerra (6 maggio 1837 - prima del 15 gennaio 1842 nominato segretario della Congregazione dell'immunità ecclesiastica)
- Carlo Gazola (prima del 15 gennaio 1842 - 1843 dimesso)
- Giuseppe Angelini (prima del 19 dicembre 1843 - 1847 dimesso)
- Frédéric de Falloux du Coudray (prima del 27 luglio 1847 - 12 marzo 1877 creato cardinale)